# Maria Lea Pedini Angelini
Maria Lea Pedini Angelini (* 15. Juli 1954 in San Marino) ist eine san-marinesische Politikerin. Sie war vom 1. April bis 1. Oktober 1981 die erste Frau im Amt des Capitano Reggente.

## Leben
Sie schloss 1976 ihr Studium an der Universität Bologna mit einer museographischen Arbeit ab und wirkte an der Bestandsaufnahme der san-marinesischen Kulturgüter mit. Von 1983 bis 2006 war sie Leiterin des Amtes für kulturelle Angelegenheiten und Information im Außenministerium. Ab 2006 war sie Generaldirektorin des Außenministeriums, anschließend leitete sie die Abteilung für europäische Angelegenheiten im Außenministerium. Sie wurde 1995 Botschafterin San Marinos in Dänemark, Schweden und Ungarn – mit (kosten- und personalsparender) Residenz in San Marino. Sie war in dieser Funktion auch Botschafterin San Marinos für Norwegen und die Schweiz.

## Politik
Pedini Angelini war von 1978 bis 1993 Abgeordnete im Consiglio Grande e Generale, dem san-marinesischen Parlament. Bis 1988 gehörte sie der Fraktion des Partito Socialista Sammarinese (PPS), von 1988 bis 1993 der Fraktion des Partito Socialista Unitario – Intesa Socialista (PSU-IS) an. Vom 1. April bis 1. Oktober 1981 war sie gemeinsam mit Gastone Pasolini Staatsoberhaupt von San Marino (Capitano Reggente).

## Ehrungen
- Pedini wurde am 3. März 1998 mit dem Großkreuz des Verdienstordens der Italienischen Republik ausgezeichnet.[9]
- Pedini wurde 2004 zum Ritter der französischen Ehrenlegion ernannt.[10]
- 2006 brachte San Marino eine Sonderbriefmarke zu Ehren Pedinis heraus.[11]